# Institut Industrial de Catalunya
L'Institut Industrial de Catalunya fou una entitat fundada per la Junta de Fàbriques de Catalunya el 23 de juny de 1848 per tal d'impulsar la renovació tecnològica del sector industrial i divulgar l'industrialisme. Els objectius n'eren el progrés i el foment de la indústria per aconseguir una millora tecnològica, indispensable per competir amb la resta de països europeus, i mentalitzar la població a favor de la causa industrial. Entre els fundadors hi havia Joan Güell i Ferrer, Joan Illas i Vidal, Josep Sol i Padrís, Eudald Jaumandreu, Valentí Esparó i Giralt i Laureà Figuerola. En total tenia 390 membres dividits en 14 seccions: agricultura, sederia, llaneria, llenceria i cotó, foneria i construcció de màquines, productes químics, paper, indústries vàries, ciències físiques i químiques, economia política, estadística, literària i nobles arts.
Hi tenia un fort pes específic els industrials cotoners, amb un pes econòmic, social i polític força important, com Josep Ferrer i Vidal, Josep Ferrer i Soler o Llorenç Pons i Clerch. Des del 1849 el seu òrgan era el diari El Bien Público, complementat amb La Verdad Económica, editat a Madrid des de 1862 per Bonaventura Carles Aribau.
El 1850 va impulsar amb la Junta de Fàbriques una candidatura unitària de moderats i progressistes a les eleccions a Corts Espanyoles per tal de defensar els interessos industrials i demanar una política proteccionista, però el seu triomf provocà que el govern la clausurés. El 1851 va tornar a reprendre les activitats, dedicat principalment a la causa proteccionista, però a partir del 1854 entrà en declivi, del que no en sortí fins al 1862.
Participà en l'Exposició Industrial i Artística de Barcelona del 1860 i pressionà perquè fos creat el ministeri d'ultramar. Cap al 1869 tenia uns 200 socis ordinaris, 23 d'honor i 12 de mèrit. El 1876 va impulsar una campanya contra l'impost del segell i el 1877 una altra contra la modificació a l'aranzel de llanes. El 1879 es fusionà amb el Foment de la Producció Nacional per a crear Foment del Treball Nacional.

## Publicacions
- Barcelona antigua y Barcelona moderna (1848), de Joan Illas i Vidal
- Informe sobre el proyecto de tratado especial de comercio con Inglaterra (1868)
- L'associacionisme empresarial: institucions nascudes a mitjan segle xix (1839-1854) dins "Catalunya i Espanya al segle XIX". Barcelona 1987.